# Siejnik (Olecko)
Siejnik (deutsch Elisenhöhe) ist der gleichlautende Name zweier aneinandergrenzenden Ortschaften in der polnischen Woiwodschaft Ermland-Masuren. Sie gehören zur Stadt-und-Land-Gemeinde Olecko (Marggrabowa, umgangssprachlich auch Oletzko, 1928 bis 1945 Treuburg) im Powiat Olecki (Kreis Oletzko, 1933 bis 1945 Kreis Treuburg).

## Geographische Lage
Die beiden Orte Siejnik liegen im Osten der Woiwodschaft Ermland-Masuren, ein- bzw. zwei Kilometer südwestlich der Kreisstadt Olecko, und bilden einen Teil der Stadt (polnisch dzielnica miasta) bzw. ein eigenes Dorf (wieś).

## Geschichte
Der vor 1945 ohne trennende Grenze bestehende und zusammengehörende Ort wurde als Abbau Zimmermann in der ersten Hälfte des 19. Jahrhunderts gegründet und trug seit dem 29. Dezember 1853 den Namen Elisenhöhe. Ursprünglich bestand er lediglich aus einem großen Hof und war ein Wohnplatz in der Stadtgemeinde bzw. Stadt Marggrabowa (1928 bis 1945: Treuburg, polnisch Olecko). 1905 umfasste Elisenhöhe bereits vier Wohnhäuser mit 56 Einwohnern.
In Kriegsfolge kam Elisenhöhe 1945 mit dem gesamten südlichen Ostpreußen zu Polen und erhielt die polnische Ortsbezeichnung „Siejnik“. Während der Norden in die Stadt Olecko integriert wurde, blieb der Süden als Ort eigenständig, wurde jedoch eine Ortschaft im Verbund der Stadt-und-Land-Gemeinde Olecko (Marggrabowa, 1928 bis 1945 Treuburg), zu der auch die Stadt Olecko gehört – innerhalb des Powiat Olecki (Kreis Oletzko, 1933 bis 1945 Kreis Treuburg), bis 1998 der Woiwodschaft Suwałki, seither der Woiwodschaft Ermland-Masuren zugehörig.

## Kirche
Elisenhöhe war sowohl in die evangelische Kirche Marggrabowa als auch in die katholische Pfarrkirche der Kreisstadt einbezogen. 
Seit 1990 gibt es im Stadtteilgebiet Siejnik eine eigene katholische Pfarrei „św. Rodziny“ (Hl. Familie), die die katholischen Kirchenglieder des Dorfes Siejnik mit einbezieht und zum Bistum Ełk der Römisch-katholischen Kirche in Polen gehört. Evangelische Kirchenglieder orientieren sich zur Kirche in Ełk (Lyck) in der Diözese Masuren der Evangelisch-Augsburgischen Kirche in Polen.

## Verkehr
Bis zur Errichtung der Umfahrung der Stadt Olecko durchzog die polnische Landesstraße DK 65 (einstige deutsche Reichsstraße 132) beide Teile von Siejnik. Heute liegen sie an der – nach wenigen Kilometern auf die „neue“ Landesstraße stoßende – Ausfallstraße von Olecko nach Ełk (Lyck).
Bis 1945 war Elisenhöhe Bahnstation an der Bahnstrecke Marggrabowa–Schwentainen (polnisch Olecko–Świętajno), die jedoch kriegsbedingt außer Betrieb gesetzt wurde. Heute besteht Bahnanbindung über den Bahnhof in Olecko an das im Güterverkehr betriebene Teilstück Ełk–Olecko der ehemaligen Bahnstrecke Ełk–Tschernjachowsk (deutsch Lyck–Insterburg).